# 정치와이드
정치와이드는 대한민국의 MBN에서 주말 저녁 6시 20분부터 7시 30분까지 방송되었던 매일방송의 뉴스 프로그램이다.

## 앵커
- 월요일 ~ 토요일 : 차유나
- 일요일 : 김은미

## 방송 시간
- 2023년 2월 22일 ~ 28일 : 매일 오후 5시 30분 ~ 7시
- 2023년 3월 1일 ~ 10월 8일 : 매일 오후 5시 30분 ~ 7시
- 2025년 4월 1일 ~ 4월 13일 : 매일 오후 2시 ~ 2시 59분 (대선특집 특별 편성)

## 같이 보기
- JTBC 뉴스룸 (JTBC)
- 채널A 뉴스 TOP 10, 뉴스A (채널A)
- TV조선 뉴스 7 (TV조선)
- YTN 뉴스와이드 (YTN)
- 토요와이드 / 일요와이드 (연합뉴스TV)